# Francisco Tadeo Diez de Medina y Tarazona
Francisco Tadeo Diez de Medina y Tarazona (La Paz, 1716 - ibid. 1767) fue un militar criollo y autoridad colonial a mediados del siglo XVIII en el Virreinato del Perú.

## Biografía
Francisco Tadeo nació el 12 de junio de 1716 en La Paz, siendo hijo del Sargento mayor Pedro Isidro Diez de Medina y Salgado y de María Teresa Iseo Badarán y Tarazona. Tuvo dos hermanas, María Dionisia Francisca de Borja y Josefa Joaquina.
Su bisabuelo fue el hidalgo madrileño Pablo Diez de Medina, quien llegó a Arequipa en 1620 por invitación de su tío el obispo Pedro Perea, fue capitán, Corregidor, Justicia Mayor y Juez de Ventas y composición de tierras de la Provincia de Pausa hacia 1646, contrajo matrimonio con Luisa Romero de Saravia quien era biznieta de Mancio Serra de Leguizamo, uno de los capitanes que acompañó a Francisco Pizarro en la conquista del Perú. Pablo se trasladó a La Paz adquiriendo varias propiedades y dando origen a la acomodada situación que vivirían sus descendientes, falleció en 1664.
Su abuelo, el arequipeño Pedro Diez de Medina fue designado como capitán en la Provincia de Larecaja donde se hizo de varias haciendas y posteriormente se estableció en La Paz para administrar y aumentar la fortuna que había construido. 
Su padre, Pedro Isidro ingresó al ejército donde llegó a ocupar el cargo de Sargento mayor y también fue alcalde ordinario en 1737.Siguiendo sus pasos, Francisco Tadeo abrazó la carrera militar llegando a los rangos de Maestre de campo y Sargento mayor. También ocupó varios cargos de relevancia como el de alcalde ordinario, justicia mayor y auditor de guerra. Contrajo matrimonio con María Francisca Calderón de la Barca y Feliz de Agüero el 12 de septiembre de 1748 en Coroico, ella era hija del regidor del Cabildo Fernando Calderón de la Barca y de María Jacinta Feliz de Agüero y Guzmán.
Con una de las mayores fortunas de la ciudad, Francisco Tadeo fue el hombre típico de su época, recorriendo sus propiedades y manteniendo el orden colonial establecido. Al administrar sus diversas propiedades se comunicaba en lenguaje nativo con su servidumbre indígena, ya sea quechua o aimara,  uno de sus más cercanos fue el amauta Huanca que servía en la hacienda de Dorado Grande en la región de Yungas, Francisco Tadeo lo mencionaba como su consejero y confidente. 
Francisco Tadeo enfermó de malaria mientras visitaba sus haciendas a inicios de 1767, regresó a La Paz con la intención de recuperar la salud pero terminó falleciendo y fue enterrado en la catedral el 10 de mayo de aquél año. 
Al dejar una importante fortuna en bienes y dinero, la viuda María Francisca y su hijo José Antonio se encargaron de administrar los bienes del difunto Francisco Tadeo. Es en este punto que se conoce que María Francisca recibió una educación esmerada, producto de la cual se le hizo posible administrar las 6 haciendas que dejaba su marido y las suyas propias, que llegaban a ser 4.
María Francisca no solo ayudó a sus hijos con la buena administración de sus propiedades, se conoce que ayudaba a parientes menos favorecidos y tenía buena relación con sor Tomasa del Corazón de Jesús, abadesa del convento de las concebidas y prima de su difunto esposo. Fue también albacea de la herencia de su sobrina Petrona Calderón de la Barca. Siendo una mujer de clase alta, siguió la costumbre de la época y dejó el cuidado de sus hijos a su criada de nombre Estefanía, mientras María Francisca tenía otras sirvientas a su disposición: María, Marita, Margarita, Marcela y su esclava Rosa. Continuó con su labor viendo por el porvenir de sus hijos hasta que falleció en 1791, en su testamento dejó 200 pesos para una sirvienta indígena de nombre Catalina Orcoma, algo inusual para la época.

## Descendencia
Francisco Tadeo y María Francisca tuvieron la siguiente descendencia:
- Félix, nacido el 1 de octubre de 1751. Casado el 28 de septiembre de 1774 con Juana de la Sota y Parada, hija de Bartolomé de la Sota y Ana Parada.[4] Fue alcalde de la ciudad de La Paz. Su hijo Clemente apoyó la Revolución de La Paz.
- Jacinto, nacido el 16 de octubre de 1752 en Coroico. Se casó con Vicenta Ortiz de Foronda y Peñaranda el 15 de agosto de 1773. Resultó un matrimonio muy conveniente pues la novia recibió una dote de más de 23.000 pesos y la hacienda Anaco en la región de Yungas valuada en 14.400 pesos, además del ajuar que incluía piezas de plata, ropajes en hilos de oro y seda que muestran el alto estatus y la acomodada situación de la familia Ortiz de Foronda.[5] La pareja tuvo dos hijos, Sebastián y Eugenio Leopoldo. Jacinto murió muy joven dejando a su familia al cuidado de su hermano mayor.
- Francisco, nacido el 2 de octubre de 1754 en La Paz. Murió en la infancia.
- José Antonio, nacido el 18 de enero de 1756. El 17 de abril de 1787 se casó con su prima lejana, Teresa de Villaverde y Landavere, quien también descendía de Pablo Diez de Medina y era la heredera de la importante fortuna de la familia Paredes que se contaba en más de 100.000 pesos. Los padrinos de la boda fueron el gobernador de la ciudad Sebastián de Segurola y su esposa. José Antonio fue el encargado de administrar la fortuna familiar a la muerte de su padre. Le prestó gran interés a su hacienda de Sapahaqui donde introdujo viñedos, fue alcalde de La Paz en 1795 y volvió a ocupar este cargo en 1809 durante la Revolución de La Paz, logró permanecer en el cargo pero no se unió a los revolucionarios. En octubre participó en un movimiento contra la revolución, el movimiento fracasó y José Antonio permaneció arrestado hasta que la revolución fue derrotada definitivamente por José Manuel de Goyeneche. Tuvo dos hijos, José Manuel y María Isabel.
- María Vicenta, nacida el 5 de abril de 1757 en La Paz. Fue bautizada "extra fontem", es decir, fuera de la pila bautismal debido a que se encontraba enferma y en peligro de perder la vida, el bautizo se produjo el 11 de abril por el tío de la niña, Gaspar Cayetano de Tarazona. María Vicenta se casó el 30 de junio de 1769, a los 12 años, con el español Juan Antonio de Obaya, de 52 años y viudo de su tía Dionisia. El matrimonio fue arreglado para que las tierras que Dionisia Diez de Medina había heredado no se perdieran dentro de la familia Obaya. María Vicenta enviudó el 7 de septiembre de 1777, a los 20 años, heredó las haciendas de su tía y la fortuna de su esposo. Volvió a casarse con otro español, Pedro Indaburu, el 25 de enero de 1778. La pareja tuvo 7 hijos.
- María Josefa, nació el 21 de abril de 1760 en La Paz. Casada con el comerciante y Familiar del Santo Oficio, Juan Gómez Zapata el 21 de mayo de 1774, a los 14 años. Tuvieron dos hijos, una mujer llamada María que falleció en la infancia y un varón de nombre José que ingresó a la Orden de la Merced y llegó a ser Comendador en 1792.[6] María Josefa quedó viuda en 1793 y heredó 19.441 pesos de su difunto esposo. Se casó nuevamente el 25 de julio de 1795 con el español Joaquín Revuelta en Chulumani, tuvieron un hijo de nombre Felipe. En 1816 participó en la división de la hacienda Peri[7] de donde recibió las tierras de Elena Baja, las mismas fueron cedidas a favor de  hermano José Antonio en 1825.[8]Murió en 1838, su cuñado Juan Vicente Gómez Zapata reclamó la herencia que ella había recibido de su primer esposo.[9]

Francisco Tadeo también tuvo una relación extramatrimonial con Juana Mesía, de esta unión nació una hija:
- María Manuela, se casó en La Paz el 9 de enero de 1786 con Juan Venero, soldado de la cuarta compañía de Extremadura. Los padrinos de la boda fueron Juan Gómez Zapata y María Josefa Diez de Medina.